# Родники (Гурьевский район)
Родники (нем. Preußisch Arnau, Arnau, Jungferndorf) — посёлок в Гурьевском городском округе Калининградской области. Входит в состав Низовского сельского поселения.

## Население
| 2002 | 2010 |
| ---- | ---- |
| 779  | ↘757 |

## История
Прежнее название — Арнау. Впервые упоминается в документах в 1304 году (населенный пункт Арново). Около 1320 (по другим сведениям — 1364 год) года была построена кирха Святой Катарины. В 1322 году здесь стоял укрепленный дом Тевтонского ордена. До 1636 года принадлежала Лёбенихтскому госпиталю Кёнигсберга. Одно время входило во владения Теодора Гиппеля (1741—1796).
В 1795 году в Арнау гостил будущий писатель Эрнст Теодор Амадей Гофман (1776—1822), друживший с племянником Гиппеля.
Имение Пройсиш Арнау, расположенное севернее Арнау, с 1826 года принадлежало видному государственному деятелю Пруссии — Теодору фон Шёну (1773—1856), либеральному реформатору и борцу за просвещение. Им в имении был заложен парк и благоустроена прицерковная территория. С 1840 года он постоянно проживал в имении, где скончался в 1856 году.
В начале XX века между Кёнисгбергом и Арнау осуществлялось пассажирское пароходное сообщение. В 1910 году насчитывалось 108 жителей, в 1933 году — 403 жителя, в 1939 году — 439 жителей.
В 1946 году Арнау было переименовано в поселок Марьино, имение Пройсиш Арнау — в поселок Родники. В 1993 году в состав Родников вошла расположенная восточнее Рябиновка (до 1946 года деревня Юнгфравендорф, со временем название трансформировалось в Юнгферндорф), в 2003 году — Марьино.
В 2012 году в Родниках открыт новый кардиологический центр — один из семи подобных центров в России.
30 мая 2019 года в Священный Синод РПЦ постановил открыть в Родниках женский монастырь святой великомученицы Екатерины, одноименный существующему в поселке и использующему кирху Святой Катарины приходу Русской церкви, назначив его игуменьей монахиню Феодосию (Изгину).

## Достопримечательности
- Орденская Кирха Святой Катарины (1320 года) — одно из древнейших церковных зданий на территории области, в ней сохранилось большое количество средневековых фресок.
- Памятник Теодору фон Шёну